# James Island, British Columbia
James Island är en ö i Kanada.   Den ligger i Capital Regional District och provinsen British Columbia, i den södra delen av landet, 3 600 km väster om huvudstaden Ottawa. Arean är 3,6 kvadratkilometer.
Terrängen på James Island är platt. Öns högsta punkt är 65 meter över havet. Den sträcker sig 3,1 kilometer i nord-sydlig riktning, och 3,2 kilometer i öst-västlig riktning.